# Варвинська селищна рада
Варвинська се́лищна ра́да — адміністративно-територіальна одиниця та орган місцевого самоврядування в Варвинському районі Чернігівської області. Адміністративний центр — селище міського типу Варва.

## Загальні відомості
Варвинська селищна рада утворена у 1920 році
- Територія ради: 10130,4 га
- Населення ради: 8 833 чол. (станом на 2019 рік)

## Населені пункти
Селищній раді підпорядковані населені пункти:
- смт Варва
- с. Воскресенське
- с.Леляки
- с. Саверське
- с. Калиновиця
- с. Григорівщина
- с. Сіряківщина
- с. Булавівщина

## Склад ради
Рада складається з 26 депутатів та голови.
- Голова ради: Саверська-Лихошва Валентина Василівна
- Секретар ради: Лущик Любов Олександрівна

### Керівний склад попередніх скликань
| Прізвище, ім'я, по батькові           | Основні відомості                                                                    | Дата обрання | Дата звільнення |
| ------------------------------------- | ------------------------------------------------------------------------------------ | ------------ | --------------- |
| Гиленко В'ячеслав Миколайович         | Селищний голова, 1961 року народження, член Всеукраїнського об'єднання «Батьківщина» | 26.03.2006   | 01.02.2008      |
| Скудний Павло Миколайович             | Селищний голова, 1949 року народження, освіта вища, безпартійний                     | 01.06.2008   | 31.10.2010      |
| Саверська-Лихошва Валентина Василівна | Селищний голова, 1956 року народження, освіта вища                                   | 31.10.2010   |                 |

Примітка: таблиця складена за даними сайту Верховної Ради України

### Депутати
За результатами місцевих виборів 2017року депутатами ради стали:

#### За суб'єктами висування
Аграрна партія України - 11 мандатів
ВО "Батьківщина" -10 мандатів
БПП - 1 мандат
Радикальна партія Олега Ляшка 1 мандат
"УКРОП" -1 мандат
самовисуванці - 2 мандати

#### За округами
| № п/п | Прізвище, власне ім’я обраного депутата | Освіта              | Суб’єкт висування кандидата                            | Номер виборчого округу | комісії |
| 1     | Борсук Юрій Миколайович                 | вища                | Батьківщина                                            | 19                     | Постійна комісія з питань прав людини, законності, депутатської діяльності, етики, регламенту та гуманітарної сфери.                                |
| 2     | Борщ Яна Петрівна                       | вища                | Батьківщина                                            | 11                     | Постійна комісія з питань прав людини, законності, депутатської діяльності, етики, регламенту та гуманітарної сфери.                                |
| 3     | Костін Андрій Анатолійович              | вища                | Батьківщина                                            | 24                     | З питань земельних відносин, містобудування, екології, охорони навколишнього природного середовища.                                                 |
| 4     | Матухно Іван Григорович                 | вища                | Батьківщина                                            | 17                     | З питань земельних відносин, містобудування, екології, охорони навколишнього природного середовища.                                                 |
| 5     | Нагнойний Микола Олексійович            | Середня-спеціальна  | Батьківщина                                            | 4                      | З питань земельних відносин, містобудування, екології, охорони навколишнього природного середовища.                                                 |
| 6     | Неліпа Віталій Михайлович               | вища                | Батьківщина                                            | 26                     | Постійна комісія з питань фінансів, бюджету, інвестицій та міжнародного співробітництва.                                                            |
| 7     | Панченко Сергій Вікторович              | вища                | Батьківщина                                            | 1                      | З питань земельних відносин, містобудування, екології, охорони навколишнього природного середовища.                                                 |
| 8     | Холявінська Олена Миколаївна            | вища                | Батьківщина                                            | 25                     | Постійна комісія з питань фінансів, бюджету, інвестицій та міжнародного співробітництва.                                                            |
| 9     | Чаленко Валерій Миколайович             | вища                | Батьківщина                                            | 9                      | Постійна комісія з питань фінансів, бюджету, інвестицій та міжнародного співробітництва.                                                            |
| 10    | Шашлова Тамара Вікторівна               | вища                | Батьківщина                                            | 14                     | Постійна комісія з питань фінансів, бюджету, інвестицій та міжнародного співробітництва.                                                            |
| 11    | Небрат Василь Іванович                  | Вища                | БПП                                                    | 22                     | Постійна комісія з питань фінансів, бюджету, інвестицій та міжнародного співробітництва.                                                            |
| 12    | Андрієнко Андрій Іванович               | вища                | Варвинська районна організація Аграрної партії України | 5                      | З питань земельних відносин, містобудування, екології, охорони навколишнього природного середовища.                                                 |
| 13    | Бойко Валентина Дмитрівна               | вища                | Варвинська районна організація Аграрної партії України | 23                     | Постійна комісія з питань прав людини, законності, депутатської діяльності, етики, регламенту та гуманітарної сфери.                                |
| 14    | Гайдай Микола Васильович                | вища                | Варвинська районна організація Аграрної партії України | 15                     | Постійна комісія з питань фінансів, бюджету, інвестицій та міжнародного співробітництва.                                                            |
| 15    | Гармаш Віктор Іванович                  | вища                | Варвинська районна організація Аграрної партії України | 18                     | Постійна комісія з питань фінансів, бюджету, інвестицій та міжнародного співробітництва.                                                            |
| 16    | Коваленко Марина Петрівна               | вища                | Варвинська районна організація Аграрної партії України | 3                      | Постійна комісія з питань фінансів, бюджету, інвестицій та міжнародного співробітництва.                                                            |
| 17    | Лущик Любов Олександрівна               | вища                | Варвинська районна організація Аграрної партії України | 8                      | Постійна комісія з питань прав людини, законності, депутатської діяльності, етики, регламенту та гуманітарної сфери.                                |
| 18    | Макух Богдан Володимирович              | вища                | Варвинська районна організація Аграрної партії України | 21                     | Постійна комісія з питань планування соціально-економічного розвитку, комунальної власності, житлово-комунального господарства та енергозбереження. |
| 19    | Прищенко Тетяна Іванівна                | вища                | Варвинська районна організація Аграрної партії України | 12                     | Постійна комісія з питань прав людини, законності, депутатської діяльності, етики, регламенту та гуманітарної сфери.                                |
| 20    | Рибальченко Максим Володимирович        | вища                | Варвинська районна організація Аграрної партії України | 20                     | Постійна комісія з питань планування соціально-економічного розвитку, комунальної власності, житлово-комунального господарства та енергозбереження. |
| 21    | Садовий Сергій Миколайович              | Середня спеціальна  | Варвинська районна організація Аграрної партії України | 10                     | Постійна комісія з питань планування соціально-економічного розвитку, комунальної власності, житлово-комунального господарства та енергозбереження. |
| 22    | Сміловець Віталій Володимирович         | вища                | Варвинська районна організація Аграрної партії України | 13                     | Постійна комісія з питань планування соціально-економічного розвитку, комунальної власності, житлово-комунального господарства та енергозбереження. |
| 23    | Пальоха Тетяна Петрівна                 | Середньо спеціальне | Радикальна Партія                                      | 16                     | Постійна комісія з питань прав людини, законності, депутатської діяльності, етики, регламенту та гуманітарної сфери.                                |
| 24    | Небрат Володимир Гнатович               | вища                | самовисуванець                                         | 7                      | Постійна комісія з питань планування соціально-економічного розвитку, комунальної власності, житлово-комунального господарства та енергозбереження. |
| 25    | Цопа Микола Миколайович                 | вища                | самовисуванець                                         | 2                      | Постійна комісія з питань фінансів, бюджету, інвестицій та міжнародного співробітництва.                                                            |
| 26    | Мелащенко Іван Іванович                 | вища                | УКРОП                                                  | 6                      | Постійна комісія з питань фінансів, бюджету, інвестицій та міжнародного співробітництва.                                                            |